# 장애인 스포츠
장애인 스포츠 또는 파라스포츠(parasports)는 장애인이 하는 스포츠다. 이 장애에는 신체 장애와 지적 장애가 포함된다.
장애인 스포츠는 신체 및 지적 장애를 포함한 장애인이 플레이하는 스포츠이다. 일부 장애인 스포츠는 기존의 비장애인 스포츠에서 변형된 신체 활동의 한 형태인 반면, 다른 장애인 스포츠는 장애인을 위해 특별히 만들어졌으며 이에 상응하는 비장애인 스포츠가 없다. 장애는 신체적, 정신적, 영구적, 일시적이라는 네 가지 범주로 존재한다.

## 역사
세계 최초의 장애인 스포츠 대회는 1948년 독일 출신의 유대인으로 영국으로 이주한 루트비히 구트만이 제2차 세계대전 부상병들이 입원되어 있던 스토크맨더빌 병원에서 스토크더빌 게임을 열었다. 이것은 패럴림픽의 전신이며 현재 국제 휠체어 절단장애인 경기대회로 이어져오고 있다. 지적 장애인을 위한 대회는 1960년대 스페셜시작되었다

## 스포츠
다양한 장애가 있는 사람들이 즐길 수 있도록 다양한 스포츠가 채택되었으며, 골볼과 같이 장애인 운동선수에게만 독특한 스포츠도 있었다. 각 동작 내에서 다양한 스포츠가 다양한 수준에서 실행된다. 예를 들어, 장애인 올림픽 운동의 모든 스포츠가 장애인 올림픽의 일부인 것은 아니다. 또한, 공식적인 스포츠 운동 외에 장애인이 수행하는 스포츠도 많다.
적응 스포츠는 사회가 장애에 대해 배우는 데 도움이 된다. 또한 장애와 관련된 낙인 중 일부를 제거하는 데 도움이 될 수 있다.

## 같이 보기
- 패럴림픽
- 스페셜 올림픽
- 데플림픽